# Stylogaster apicalis
Stylogaster apicalis är en tvåvingeart som beskrevs av Aldrich 1930. Stylogaster apicalis ingår i släktet Stylogaster och familjen stekelflugor. Inga underarter finns listade i Catalogue of Life.